# Монако на Светском првенству у атлетици у дворани 2016.
Монако је учествовао на 16. Светском првенству у атлетици у дворани 2016. одржаном у Портланду од 17. до 20. марта, седми пут. Репрезентацију Монака представљао је један атлетичар, који се такмичио у трци на 800 метара.,
На овом првенству Монако није освојио ниједну медаљу.

## Учесници
Мушкарци:
- Брис Ете — 800 м

## Резултати

### Мушкарци
| Атлетичар | Дисциплина | Лични рекорд | Квалификација | Квалификација | Финале               | Финале  | Детаљи |
| Атлетичар | Дисциплина | Лични рекорд | Резултат      | Место         | Резултат             | Место   | Детаљи |
| --------- | ---------- | ------------ | ------------- | ------------- | -------------------- | ------- | ------ |
| Брис Ете  | 800 м      | 1:21,54 НР   | 1:52,23       | 5. у гр. 3    | Није се квалификовао | 11 / 15 |        |